# Red Moon (minialbum)
Red Moon – siódmy minialbum południowokoreańskiej grupy Mamamoo, wydany 16 lipca 2018 roku przez wytwórnię RBW. Głównym singlem z płyty jest „Egotistic” (kor. 너나 해 (Egotistic)). Na płycie znalazł się też wcześniej wydany utwór „Rainy Season” (kor. 장마 (Rainy Season)). Płyta Red Moon była drugą częścią projektu „Four Seasons”.
Sprzedał się w nakładzie 66 420 egzemplarzy w Korei Południowej (stan na luty 2021).

## Lista utworów
| CD | CD | CD                                  | CD                         | CD                         | CD      |
| Nr | Tytuł utworu                                                                                                | Tekst                               | Kompozycja                 | Aranżacja                  | Długość |
| -- | --- | ----------------------------------- | -------------------------- | -------------------------- | ------- |
| 1. | „Yeoreumbamui Kkum (Midnight Summer Dream)” (kor. 여름밤의 꿈 (Midnight Summer Dream))                      | Cosmic Sound, Cosmic Girl, Moonbyul | Cosmic Sound, Cosmic Girl  | Cosmic Sound, Cosmic Girl  | 3:20    |
| 2. | „Neona Hae (Egotistic)” (kor. 너나 해 (Egotistic))                                                          | Kim Do-hoon, Park Woo-sang          | Kim Do-hoon, Park Woo-sang | Kim Do-hoon, Park Woo-sang | 3:20    |
| 3. | „Jangma (Rainy Season)” (kor. 장마 (Rainy Season))                                                          | Park Woo-sang                       | Kim Do-hoon, Park Woo-sang | Park Woo-sang              | 3:42    |
| 4. | „Haneulhaneul (Cheongsun) (Sky! Sky!))” (kor. 하늘하늘 (청순) (Sky! Sky!))                                  | Iggy, Yongbae, Moonbyul             | Iggy, Yongbae              | Mingky                     | 3:27    |
| 5. | „Jamilado Jaji (Sleep in the Car)” (kor. 잠이라도 자지 (Sleep In The Car))                                  | Kim Do-hoon, Solar, Moonbyul, Hwasa | Kim Do-hoon, Solar         | Lee Hoo-sang               | 3:25    |
| 6. | „SELFISH” (Feat. Seulgi Of Red Velvet)                                                                      | Park Woo-sang                       | Park Woo-sang              | Park Woo-sang              | 3:12    |
| 7. | „Yeoreumbamui Kkum (Midnight Summer Dream)” (kor. 여름밤의 꿈 (Midnight Summer Dream)) (tylko wer. cyfrowa) |                                     | Cosmic Sound, Cosmic Girl  | Cosmic Sound, Cosmic Girl  | 3:20    |

## Notowania
| Lista                             | Pozycja |
| --------------------------------- | ------- |
| French Download Albums (SNEP)     | 48      |
| Gaon Weekly Album Chart           | 3       |
| US World Albums (Billboard)       | 4       |
| US Heatseekers Albums (Billboard) | 25      |
| Five Music (Tajwan)               | 3       |